# .ms
.ms este un domeniu de internet de nivel superior, pentru Montserrat (ccTLD).